# Выборы губернатора Красноярского края (2014)
Досрочные выборы губернатора Красноярского края прошли 14 сентября 2014 года в единый день голосования. По результатам голосования победу одержал временно исполняющий обязанности губернатора Виктор Толоконский.

## Процедура
Губернатор Красноярского края избирается гражданами Российской Федерации на основе всеобщего равного и прямого избирательного права при тайном голосовании. Численность избирателей, зарегистрированных на территории Красноярского края, на 1 января 2014 года составила 2 160 899.
Кандидат на пост губернатора должен быть старше 30 лет и выдвинут от политической партии (сам он может быть беспартийным или членом другой партии). Также кандидат должен пройти муниципальный фильтр, то есть собрать необходимое количество подписей муниципальных депутатов.

### Муниципальный фильтр
| Поддержка                                                                                           | Количество | Доля |
| --------------------------------------------------------------------------------------------------- | ---------- | ---- |
| Депутаты представительных органов и (или) избранные главы муниципальных образований                 | 310        | 5 %  |
| Депутаты представительных органов и (или) избранные главы муниципальных районов и городских округов | 65         | 5 %  |
| Муниципальные районы и городские округа                                                             | 46         | 75 % |

## Ход событий
12 мая 2014 года губернатор Красноярского края Лев Кузнецов был отправлен в отставку в связи с назначением на должность министра по делам Северного Кавказа. В тот же день исполняющим обязанности губернатора назначен Виктор Толоконский.
10 июня Законодательное собрание края назначило первые за 12 лет прямые выборы губернатора на 14 сентября. Фонд «Петербургская политика» отнёс предстоящие выборы к потенциально тяжёлым.
18 июня представители партий «Гражданская платформа», «Единая Россия», «Яблоко», «Справедливая Россия» и КПРФ обсудили выборы губернатора. На встрече представители Яблока и Справедливой России заявили, что, по их мнению, победитель уже заранее известен.
30 июля все кандидаты сдали подписи в избирком, через неделю состоялась регистрация пятерых кандидатов.
25 августа «Фонд развития гражданского общества» опубликовал доклад о региональных выборах в 2014 году; красноярские выборы, по мнению специалистов, балансируют между «референдумным» и конкурентным сценарием. Также в исследовании была отмечена высокая вероятность второго тура.

## Кандидаты
После назначения исполняющим обязанности губернатора, Виктор Толоконский не исключил своего участия в выборах. Толоконский победил на праймериз Единой России, проходивших с 28 мая по 9 июня. Официальное назначение кандидата от Единой России произошло 21 июня.
Депутат Законодательного собрания Анатолий Быков по закону не мог участвовать в выборах и поддержал кандидата Ивана Серебрякова, которого Патриоты России выдвинули на пост губернатора 17 июня.
Гражданская платформа намеревалась определить кандидата с помощью внутрипартийных праймериз, однако позже отказалась участвовать в выборах.. Также от выдвижения кандидата отказалось Яблоко.
КПРФ выдвинула на выборы депутата Госдумы второго и четвёртого созывов Валерия Сергиенко.
Кандидатом от Справедливой России стал Николай Трикман, от ЛДПР — Денис Побилат.

### Список кандидатов
| Кандидат           | Год рождения | Должность (на момент выдвижения)                                                                                      | Партия              | Статус          |
| ------------------ | ------------ | --- | ------------------- | --------------- |
| Денис Побилат      | 1976         | Депутат Законодательного Собрания Красноярского края                                                                  | ЛДПР                | Зарегистрирован |
| Валерий Сергиенко  | 1946         | Депутат Законодательного Собрания Красноярского края, председатель комитета по делам села и агропромышленной политике | КПРФ                | Зарегистрирован |
| Иван Серебряков    | 1978         | Директор ООО «Красноярский ремонтно-механический завод», депутат Красноярского городского Совета депутатов            | Патриоты России     | Зарегистрирован |
| Виктор Толоконский | 1953         | Временно исполняющий обязанности Губернатора Красноярского края                                                       | Единая Россия       | Зарегистрирован |
| Николай Трикман    | 1951         | Депутат Законодательного Собрания Красноярского края                                                                  | Справедливая Россия | Зарегистрирован |

## Результаты
| Явка избирателей на участки                           | Явка избирателей на участки                           | Явка избирателей на участки | Явка избирателей на участки |
| ----------------------------------------------------- | ----------------------------------------------------- | --------------------------- | --------------------------- |
| Число избирателей, включённых в список избирателей    | Число избирателей, включённых в список избирателей    | 2 150 300                   | 100 %                       |
| Из них приняли участие в выборах (выдано бюллетеней)  | Из них приняли участие в выборах (выдано бюллетеней)  | 672 300                     | 31,26 %                     |
| Процент испорченных бюллетеней                        |                                                       |                             |                             |
| Приняли участие в голосовании (возвращёно бюллетеней) | Приняли участие в голосовании (возвращёно бюллетеней) | 671 403                     | 100 %                       |
| Из них действительных бюллетеней                      | Из них действительных бюллетеней                      | 659 758                     | 98,27 %                     |
| Из них недействительных бюллетеней                    | Из них недействительных бюллетеней                    | 11 645                      | 1,73 %                      |
| Распределение голосов:                                |                                                       |                             |                             |
| 1.                                                    | Виктор Толоконский                                    | 425 017                     | 63,30 %                     |
| 2.                                                    | Валерий Сергиенко                                     | 94 067                      | 14,01 %                     |
| 3.                                                    | Иван Серебряков                                       | 93 215                      | 13,88 %                     |
| 4.                                                    | Денис Побилат                                         | 36 011                      | 5,36 %                      |
| 5.                                                    | Николай Трикман                                       | 11 448                      | 1,71 %                      |
| Число действительных (учтённых) бюллетеней            | Число действительных (учтённых) бюллетеней            | 659 758                     | 100 %                       |